# Colorant fluorescent
Cet article court présente un sujet plus développé dans : fluorescence.
Un colorant fluorescent est un colorant qui apparaît, à la lumière du jour ou en lumière noire, plus lumineux et plus saturé que les couleurs qui l'entourent. Les pigments fluorescents servent dans les encres et peintures fluorescentes.
Ces colorants — pigments s'ils sont insolubles — exploitent la fluorescence. Ils transforment en lumière visible un rayonnement électromagnétique généralement invisible et d'énergie photonique supérieure, ultraviolets, rayons X et au-delà.
Les Japonais ont fait dès le Xe siècle usage dans les laques de pigments fluorescents naturels, extraits de coquilles d'huîtres. Le sulfure de baryum a été le premier colorant fluorescent synthétique fabriqué en Europe au début du XVIIe siècle sous le nom de pierre de Bologne. Le chimiste français Théodore Sidot a obtenu en 1866 du sulfure de zinc luminescent ; cette substance a permis plus tard la fabrication d'écrans pour les examens de radiographie sous rayons X.
Les pigments fluorescents d'usage courant, commercialisés à partir de 1950 sous la marque Day-Glo (en), sont constitués d'un colorant inclus dans un polymère transparent et incolore. Ils sont en général transparents et doivent s'appliquer de préférence sur un fond blanc pour obtenir un effet maximal. Les peintures fluorescentes, utilisées en décoration, la peinture de décor et à la gouache, se trouvent en jaune, orange, rouge, bleu, vert, blanc  et aussi en rose vif.
Les pigments fluorescents ne sont pas référencés au Colour Index.
L'incorporation des mêmes substances dans des fils de résine synthétique, plutôt que dans des particules, permet le tissage de textiles fluorescents, utilisés notamment dans les vêtements à haute visibilité.